# Спонж для макіяжу
Спонж для макіяжу — пориста губка, яка використовується в основному для нанесення тонального крему або контуринга, називається губкою. Виготовляється таке пристосування з штучних матеріалів начебто вати, латексу чи поролону.

## Особливості та переваги
Порівняно з нанесенням макіяжу руками або щіткою, у спонжа є цілий ряд переваг:
- не залишає розводів, як у випадку з пензлем;
- за рахунок своєї пористої структури дозволяє більш рівномірно розподіляти засіб;
- краще розтушовує косметику для контуринга, створює природний відтінок особи;
- завдяки нього витрачається менша кількість косметики, так як він не збирає її на собі, як пензель;
- легко миється і швидко сушиться;
- підходить для проблемної шкіри, схильної до акне, так як не дратує болячки від прищиків (на відміну від кисті);
- при правильному догляді служить довше, ніж кисть;
- дозволяє непомітно підправити вже готовий макіяж.

Особливістю спонжа вважається його незвичайна структура, невластива іншим засобам для нанесення косметики. Саме через неї до такого цікавого винаходу спочатку ставилися з недовірою. Тепер же він активно використовується в б'юті-індустрії.

## Форми спонжів
Всього існує чотири базові форми спонжей, кожна з яких призначена для виконання конкретної функції.
- Коло – такий спонж потрібен для розтушовування контуринга або тону. Їм зручно покривати великі ділянки шкіри, але він абсолютно не підходить для важкодоступних ділянок ніби перенісся, носогубних складок шкіри навколо очей. Їм також користуються для стирання кордонів між бронзером, хайлайтером і тональним засобом.
- Яйце – цей вид ідеально підходить для повноцінного нанесення засобу на всі ділянки обличчя, але їм досить складно розтушовувати макіяж за рахунок його незручної форми. Такі спонж зустрічаються в магазинах найчастіше, так як вважаються найбільш універсальними.
- Трикутник – потрібен для нанесення макіяжу в важкодоступних місцях. Він популярний у використанні з косметикою для контуринга, а також з консилерами, так як їм дуже швидко і якісно можна розподілити засіб під очима так, щоб воно потрапило у кожну микроморщинку і обличчя виглядало рівним і свіжим.

Спонж для макіяжу

- Файл:Спонж для макіяжу.pngСпонж для макіяжуЗмішаний тип – такі спонж, по ідеї, повинні бути мультифункціональними, тобто виконувати всі наведені вище функції. На практиці ж вони зазвичай дуже незручні, користуються з-за цього ними досить рідко. Хоча іноді їх можна побачити в руках відомих візажистів – мабуть, цей тип тільки на любителя.

## Для чого потрібен спонж для макіяжу
За час існування для пористої губки знайшли масу застосувань. Основними з них є наступні:
- Нанесення тонального засобу. Спонж може використовуватися з тональною основою будь-якої консистенції: від самої густий до водянистою. Він рівномірно розподіляє крем по обличчю, покриває відразу великі ділянки шкіри, що значно прискорює процес. Його пори вбирають основу і м'яко видавлюють його на обличчя. Завдяки такому способу нанесення крему база під макіяж виходить рівною і без розлучень.
- Нанесення контуринга. В основному жінки продовжують використовувати кисті для бронзера та освітлення, але на початку 2019 року намітилася тенденція розподіляти їх спонжем, яким до цього був нанесений тон. За рахунок такої техніки макіяж виходить більш растушеванный, і сонця не виглядає як дивні смужки на щоках. Цей спосіб особливо актуальний для тих, хто хоче надати своєму обличчю природного сяйва, так як візуально приглушує контуринг і робить його більш естетичним.
- Нанесення тіней. Самий перший спонж, з яким познайомилася масова аудиторія, з'явився на кисточках для тіней. З допомогою нього зручно наносити сипучі тіні, так як вони проникають в пори губки і не розсипаються при використанні. Крім того, такий метод вичавлює з них максимальний пігмент, а це особливо актуально для нюдовых і пастельних відтінків.

## Види спонжів

### Латексний спонж
Ці моделі дуже м'які, з великими порами, які добре вбирають засіб і рівно розподіляють його по обличчю. Вони відмінно підходять для святкового макіяжу, так як завдані їм кошти передають весь свій пігмент та тримаються досить довго. Що стосується повсякденного застосування, то краще розглянути альтернативні варіанти, так як латекс швидко зношується, і виріб приходить в непридатність, хоча і коштує досить дорого.

### Целюлозний спонж
Цей вид призначений для зняття косметики з обличчя, тому зроблений з натуральних волокон, які не руйнують верхній шар епідермісу, а лише акуратно видаляють засоби і відлущують омертвілі частинки шкіри. Міняти їх потрібно часто, але вони і не призначені для довготривалого використання – зазвичай целюлозні спонж продаються цілими упаковками з розрахунком на те, що майже при кожному вмиванні буде використовуватися нова губка.

### Силіконовий (гелевий) спонж
Цей вид з'явився недавно на ринку і сильно відрізняється по структурі від інших. Він не має пористої поверхні, а виконаний цілком з монолітної гелевою (силіконової) форми. За рахунок цієї своєї особливості він абсолютно не вбирає косметичні засоби та дуже просто чиститься – його досить обполоснути під струменем теплої води. Прихильників у нього поки мало, незважаючи на його плюси і невисоку ціну.

### Конжаковий спонж
Ці губки для видалення макіяжу прибутку на масовий ринок з Азії і швидко полюбилися жінкам з ніжною і чутливою шкірою. Ці спонж спочатку тверді, але після того, як їх опускають у воду, вони стають м'якше, ними можна користуватися для легкого пілінгу. На відміну від целюлозних, вони більш довговічні, тому й коштують трохи більше, хоча результат вони дають схожий.

### Спонж «яйце»
Найпоширенішими в б'юті-індустрії є поролонові спонж-яйце. Вони зручні у використанні, довговічні, прості в чищенні і доступні за ціною більшості любительок макіяжу. Якщо хочеться купити собі спонж на пробу, щоб зрозуміти, подобається він чи ні, краще всього починати з нього.

## Спосіб використання
Щоб досягти рівної бази при розподілі косметичних засобів, потрібно розуміти, як наносити тон спонжем правильно. Він підходить і для вологого, і для сухого методу нанесення макіяжу, але процедури для них трохи розрізняються.
Вологе нанесення засобів на шкіру
Для початку потрібно трохи намочити спонж і вичавити з нього зайву вологу. Потім треба нанести на обличчя тональну основу легкими штрихами і розподілити її губкою. Такий спосіб підходить для дуже густого засобу, що має властивість швидко висихати на шкірі. Щоб його розподілити рівномірно, йому потрібна додаткова волога.
Сухе нанесення засобів на шкіру
Цей метод потрібен для водянистих і дуже рідких основ. Вони наносяться прямо на сухий спонж і розподіляються по обличчю губкою із засобом. Таким чином можна уникнути розводів на обличчі і слабкого покриття. При сухому способі засіб розподіляється більш тонким шаром, тому сохне швидше, а значить раніше готовий до контурингу і консилеру.